# Geno Atkins
Gene Renard Atkins Jr. (* 28. März 1988 in Pembroke Pines, Florida) ist ein ehemaliger US-amerikanischer American-Football-Spieler auf der Position des Defensive Tackles. Er spielte von 2010 bis 2020 bei den Cincinnati Bengals in der National Football League (NFL). Er ist der Sohn von Gene Atkins, der von 1987 bis 1996 als Safety bei den New Orleans Saints und den Miami Dolphins unter Vertrag war.

## College
Atkins, in seiner Jugend auch ein talentierter und erfolgreicher Leichtathlet, besuchte die University of Georgia und spielte für deren Mannschaft, die Bulldogs, zwischen 2006 und 2009 College Football, wobei er insgesamt 120 Tackles und 11 Sacks erzielen konnte.

## NFL
Beim NFL Draft 2010 wurde er in der 4. Runde als insgesamt 120. Spieler von den Cincinnati Bengals ausgewählt. Bereits in seinem Rookiejahr lief er in allen Spielen auf; in der folgenden Saison etablierte er sich als Starter und wurde erstmals in den Pro Bowl berufen.
2013 konnte er wegen eines Kreuzbandrisses nur neun Partien bestreiten. Bis auf diese Saison wurde er von 2011 bis 2019 jedes Jahr in den Pro Bowl berufen.
Am 19. März 2021 entließen die Bengals Atkins.